# 신학 석사
대학원 수준의 신학 기관의 경우 신학 석사 ( MDiv, 라틴어로 magister divinitatis )는 북미 지역 목회자의 첫 번째 전문 학위이다. 신학교 와 신학대학원 에서 가장 일반적인 학위이다. 한 예로 2014년에는 미국 신학대학원협회에서 인증한 학교에 재학 중인 미국 학생의 거의 44%가 MDiv 프로그램에 등록했다.
많은 기독교 교단 과 일부 다른 종교에서 학위는 전문 사역에 대한 안수 또는 면허를 위한 표준 전제 조건이다. 미국의 공인된 신학교에서 이 학위는 72~106학점의 학습 시간이 필요하다(72학점은 학술 인증 기관에서 결정한 최소 학점이며, 106학점은 관련 분야에 대한 더 폭넓은 연구를 보장하고자 하는 특정 학교의 상단에 있다) .